# Allahad

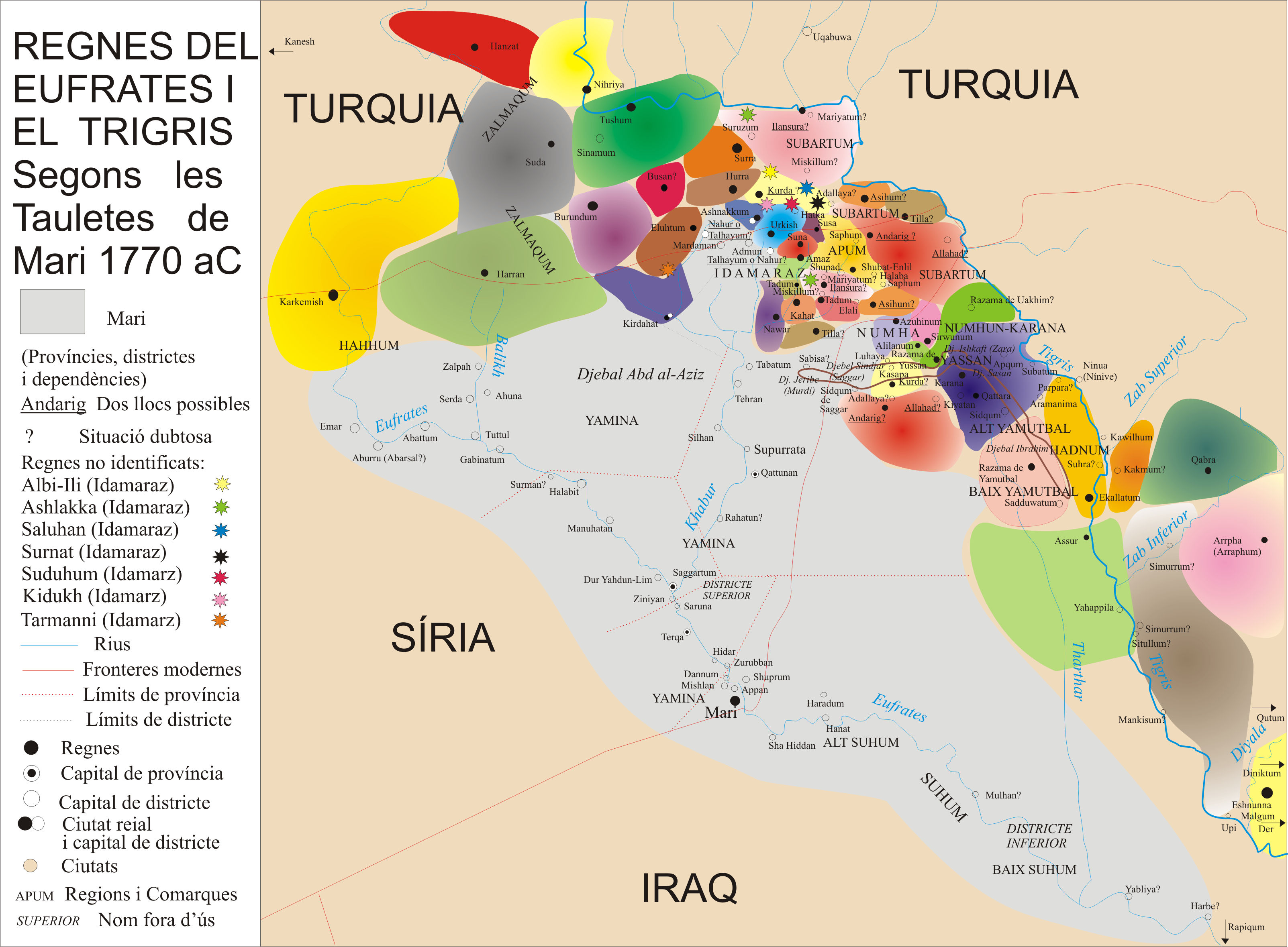
Mapa

Allahad fou un regne de la regió del Tigris superior a uns 20 km a l'est d'Andarig. Els seus habitants eren anomenats allahadites.
Com que no se sap on està situat no es coneix l'antiguitat de la ciutat, però sembla que el rei ja fou vassall de Shamsiadad en els anys posteriors al 1800 aC i fins a la seva mort el 1775 aC. En aquest temps era rei Warad Sin al que va succeir el seu fill Atamrum que va fer aliança amb Elam del que va esdevenir vassall. Es va apoderar del regne d'Andarig, directament, i d'Amaz, que va esdevenir vassall. A la mort d'Atamrum els babilonis van posar al tron a Hulalum.